# 保保連合構想
保保連合構想（ほほれんごうこうそう）とは、自民党と新進党の保守政党2党による連立政権構想のこと。
1996年当時、日本の政権は自社さ連立政権による第1次橋本内閣であったが、10月の第41回衆議院議員総選挙後の政権の枠組みで自民党と新進党保守派による連立構想が浮上する。
自民党で中曽根康弘や梶山静六、亀井静香、平沼赳夫が、新進党では小沢一郎や野田毅、扇千景、小池百合子がこの構想に賛同した。
しかし、自民党では自社さ連立を重視する野中広務や加藤紘一、山崎拓が反対。また新進党内にも自民党に取り込まれると反対論が多かった。この構想は実現しないまま、1997年12月31日に新進党は分党。その存続政党である小沢自由党が一時的に野党共闘にスタンスを置いた後、1999年から2000年まで「自自公連立」更に小沢自由党の連立離脱と分裂で保守党が結成され自公保連立政権という形で実現した。